# 多倫多大學
多伦多大学，簡稱多大（UofT），位于加拿大安大略省多伦多，是一所一校三區的公立联邦制研究型大学，亦是加拿大乃至全球最頂尖的學府之一。它的主校区聖佐治校園坐落在多伦多市中心，主要建筑分佈于皇后公园四周，与安大略省政府及議會大廈相毗邻。它最初根据英皇乔治四世于1827年颁布的皇家宪章而建立，是英国殖民时代在上加拿大最早建立的高等学府，名为“国王学院”。至1849年，因脱离了圣公会而不再属于宗教大学，后改为今名。多伦多大学现拥有三个校区，分别是主校区圣乔治校区和两个分校区分别为密西沙加分校区以及士嘉堡分校区。受英国大学制度影响，多伦多大学是北美洲少数实行学院联邦制的大学，由11个学院组成，各学院在本院政务、教育、财政上具有一定自治权。
多伦多大学与麦吉尔大学、不列颠哥伦比亚大学并称加拿大大学“三强”。在学术研究上，多伦多大学于多个领域都处于加拿大乃至世界领先的水平。它所接受的捐款、所获奖项、学术出版和引用、以及藏书数量都是加拿大之首。自二十世纪开始，在文学领域，多伦多大学就以文学批评和传播理论的相关研究及课程而著称；医学领域上，它是胰岛素的诞生地，也是干细胞研究的开拓者。理工方面，多伦多大学的团队发现并验证了首个黑洞，同时也是电子起搏器、多点触控技术、电子显微镜、复制T细胞、飞行员衣等发明的起源。二十一世纪以来，多伦多大学成为人工智能深度学习革命的起源地和先驱。多伦多大学每年发表的科研论文数量在北美仅次于哈佛大学，引用数量位居世界前五，是美国大学协会仅有的两名在美国本土外成员之一。
曾有3名加拿大总督、4名加拿大总理和14名最高法院大法官在多伦多大学受教育。据2006年统计，多伦多大学教授中包括美国文理科学院外籍院士15名（占加拿大总数65%），美国科学促进会外籍院士20名（占加总数28%）。并在1980至2006年间，累计获得賈丁納（Gairdner）基金会国际奖11次（占加总数52%），被授予古根海姆研究员头衔44人（占加总数44%），英国皇家学会外籍院士16人（占加总数42%），美国国家学院外籍院士10人（占加总数36%）及斯隆（Sloan）研究员23人（占加总数30%）。截至2019年，多伦多大学累计有10位诺贝尔奖得奖者、5位图灵奖得奖者以及94名罗德学者。

## 历史沿革
第一任上加拿大（今安大略省）省督约翰·格雷弗斯·閃高一直希望能建立一所殖民地学院。作为一名毕业于牛津大学，并参与了美国独立战争的军事指挥官，錫姆科认为加拿大需要一所学院来应对来自美国的共和主义思潮的影响。于是在1798年，上加拿大执行委员会建议在当时的殖民地首都约克（位于今多伦多市）建立一所学院。
1827年3月15日，英国国王乔治四世正式颁布了一份皇家特許狀，宣布“一座拥有大学的形式和特权的学院......出于以基督教的原则教育年轻人，并引领他们步入科学及文学的诸多分支的目的......将以‘国王学院’之名永远延续。 ”这项特许状的通过很大程度上归功于时为加拿大圣公会多伦多教区大主教的约翰·斯特拉坎的游说，随后他成为多伦多大学的第一任校长。大学最早的主楼是一栋约三层楼高的希腊复兴式建筑，坐落于现今皇后公園地界内。

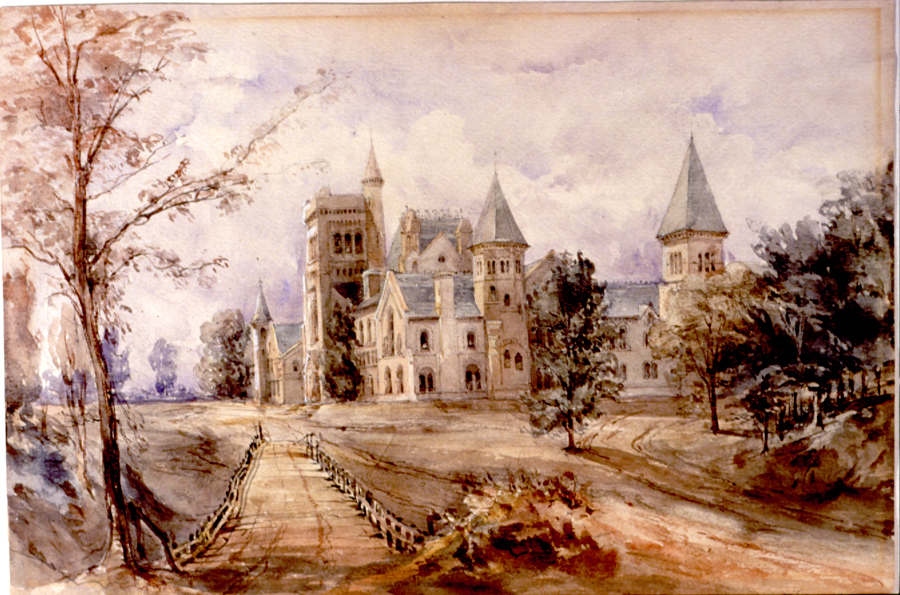
图为Byron Edmund Walker爵士于1858年所画的大学学院

在斯特拉坎的管理下，国王学院是一座与英国圣公会以及当时的当时的殖民社会上层精英联系密切的宗教学院。改革派政客反对教会对殖民地学术机构的掌控，而为大学的世俗化进行了激烈的争斗。1849年，新一届上加拿大责任政府在一场冗长而激烈的辩论后，投票决定將国王学院改名为多伦多大学，并切断了学校与教会的联系。斯特拉坎早就预见到了这项决定，而在一年前就辞去了校长的职位，并建立了三一学院，一座隶属于英国国教的私立神学院。大学书院便是在这时作为多伦多大学非宗派的教学分支而建立的。美国南北战争期间，出于北方封锁政策对英属北美产生的可能威胁，大学步枪兵团成立了——他们最终在1866年参与了尼亚加拉边境上抵御芬尼亚突袭的战斗。
1878年建立的“实践科学学院”是后来应用科学与工程学部的前身 - 它从建立伊始就被给予了Skule这一昵称，并沿用至今。尽管医学院在1843年成立，医学教学自1853年起都由专科学校进行，直到1887年大学的医学院兼并了多伦多药学院。在那期间，大学依然担负起举办相关考试和授予医学学位的职责。法学院和牙科学院也先後于1887年和1888年成立；后者将安大略省皇家牙科外科学院作为其附属。大学自1884年开始招收女性学生。

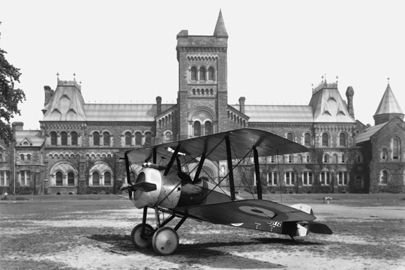
图为1918年第一次世界大战时，停放于校区草坪上的一架骆驼式战斗机

1890年，一场毁灭性的大火烧毁了大学书院的内部，并将学院三万余本藏书化为灰烬。尽管如此，大学还是在两年内修复了这栋建筑，并重建了其中的图书馆。之后的二十年里，书院联邦制度开始成型。多伦多大学与多个教会学校逐步联合——这其中包括当年斯特拉坎所建立的三一学院。大学于1896至1991年，及1912至1968年间分别接管了皇家音乐学院和皇家安大略博物館；后两者如今作为独立的机构仍与大学保留着密切的联系。1901年成立的多伦多大学出版社是加拿大的第一个学术出版机构；1907年成立的以本哈德·菲尔诺为首的林学院是加拿大第一个致力于林业学研究的大学部门。1910年，教育部开办了一所实验学校，即现在的多伦多大学附属中学。
第一次和第二次世界大战期间，大学内的活动随着本科及研究生大规模的积极参军而大大减少。校际体育竞赛及辩论社团皆被暂停 - 尽管少数展览和部门间的体育比赛仍在举办。位于列治文山的大卫·邓拉普天文台于1935年成立；随后多伦多大学航空航天研究所也于1949年成立。大学于1964和1967年分别建立了位于士嘉堡和密西沙加的校区。曾附属于多伦多大学的安大略农学院和约克大学从多伦多大学独立后，分別于1964年成為贵湖大学創校院系之一和1965年约克大学遷往基爾校區。自1980年起，政府拨款的削减迫使大学更加积极地寻求财政资助。多伦多大学是加拿大第一所募集了超过十亿加币的基金的大学。
1998年，因受到不公平待遇，地球物理学家陈建业起诉多伦多大学，索要100万加元的赔偿金，他于2000年撤诉后被复职为全职教授，并获得了包括研究经费在内的50万加元的补偿。2017至2018年期间，多伦多大学因人权方面的问题受到学生投诉并被新闻报道，其中一起通过内部调查澄清了涉事者的嫌疑。

## 地理区划

### 圣乔治校区

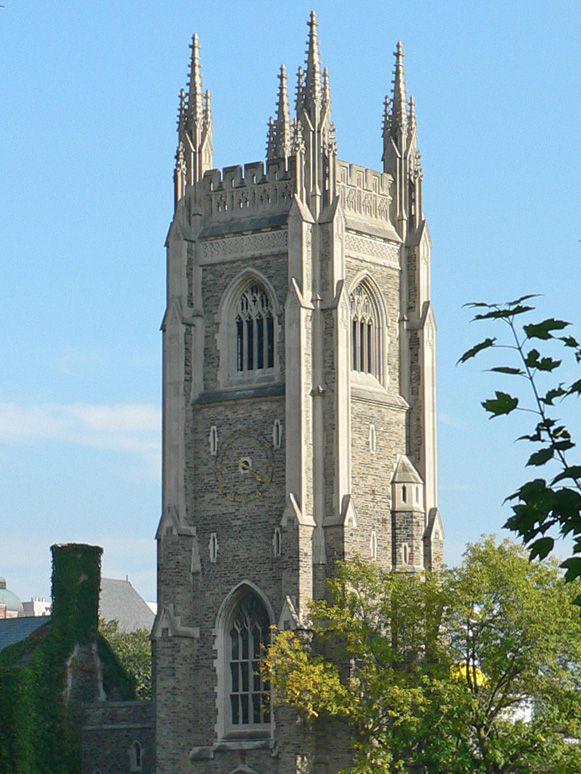
图为士兵塔，用于纪念在第一次世界大战以及第二次世界大战中殒命的多伦多大学校友，塔顶拥有一套51座钟所组成的钟琴。

多伦多大学圣乔治校区坐落于多伦多市中心商业区以北约两公里处，毗邻约克维尔，世界最高档的商业区之一。整个校区占地180英亩，位于其腹地的女王公园中则坐落着安大略省议会大楼以及其他数个文化遗址。利用校区内的各种绿化区域以及互相扣连的庭院，多伦多大学在市中心核心区域发展出一个独特显著的城市公园。而以多伦多大学为名的大學道(University Avenue)作为市中心的一条主干道，自女王公园一直通向安大略湖畔，沿途散布着多伦多市轨道交通1号线的多个主要站点。
校区的东部及中部的建筑多兴建于19世纪下半叶至20世纪初，它们基本采取罗马式及歌德复兴式的风格。这一建筑群的落成时间最早可追溯至1858年，晚则到1929年，是圣乔治校区的代表性地貌之一。而大学传统的中心区域，即Front Campus，位于国王学院圈内椭圆草坪一旁。这其中于1857年建造的大学学院主楼非常显眼，它糅合了理查森罗曼式和诺曼式建筑的特点，这一由设计师弗雷德里克·威廉·坎伯兰所创造的艺术效果得到了来自欧洲的赞美。当达费林伯爵汉密尔顿-坦普尔-布莱克伍德于1872年造访时，他指出他在抵达多伦多前，未曾想到可以在美洲大陆上看到这么壮丽的建筑。后于1968年，此建筑入选加拿大国家历史遗址。另一地标性建筑为多伦多大学大会堂，修建于1907年，为典型的新古典主义建筑。它最主要的功能是成为年度毕业典礼的会场，但全年都有各类学术及社交活动在内举行。

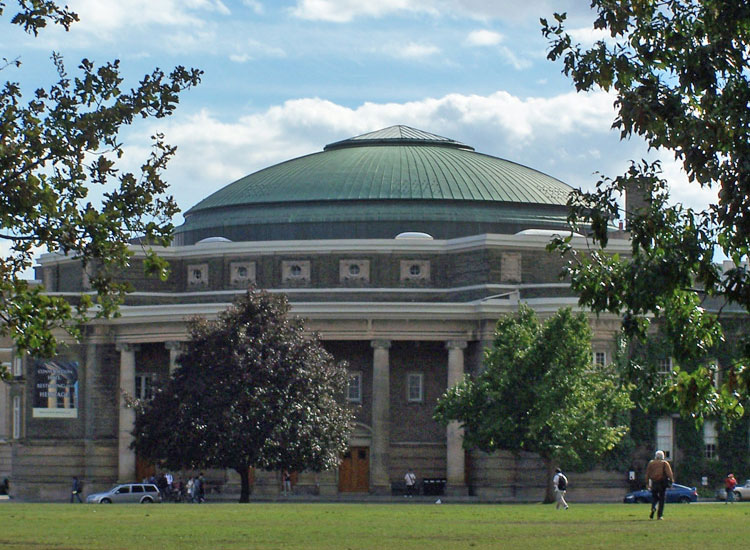
新古典主义风格的多伦多大学大会堂拥有独特的穹顶和爱奥尼柱环绕的圆形大厅

诺克斯学院拥有独特的砂岩建筑群，象征着学院哥特式的建筑风格，其独特的回廊设计将庭院隔离在内。在校区的东北角，坐落着哥特复兴式的学生活动中心Hart House，它因其大厅安装的琉璃窗以及镌刻在建筑墙上的《论出版自由》引句而知名。与其相毗连的士兵塔高约44米，是邻近区域最著名的建筑，它的石拱门上刻有所有在20世纪的两次世界大战的战场上失去生命的大学成员的名字。士兵塔塔楼中的钟琴由51座鈡组成，只在特定的日期进行演奏，比如国殇纪念日和毕业典礼。
自大学学院向北，是都铎詹姆斯式风格的三一学院主楼，它的附属礼拜堂却是贾莱斯·吉尔伯特·斯科特式的垂直哥特建筑。礼拜堂拥有以砂岩为主体的外墙和石灰岩所构成的内墙，整体由意大利石匠用传统方式所构造。将三一学院与大学竞技场以及法学院相连接的是哲学之径，一条景色优美的小路。位于女王公园东侧的则是维多利亚学院，以一座罗曼式主楼为中心，主楼的代表性特征为外墙所采用的红砂岩和灰色的石灰岩之间形成的显著对比。
在第二次世界大战结束后，多伦多大学开始发展校区的西部区域，其中大部分建筑采纳了现代主义以及国际主义的建筑风格用于安置各类实验室以及各院系的办公室。而校区内最知名的粗野主义建筑是罗伯兹图书馆，于1972年建成，是一座14层楼高的混凝土建筑，具有较高的墩座以及大量三角几何的设计在内。于2006年落成的Leslie L. Dan药学系大楼由英国设计师诺曼·福斯特所设计，是校区内后现代结构表现主义建筑的代表。

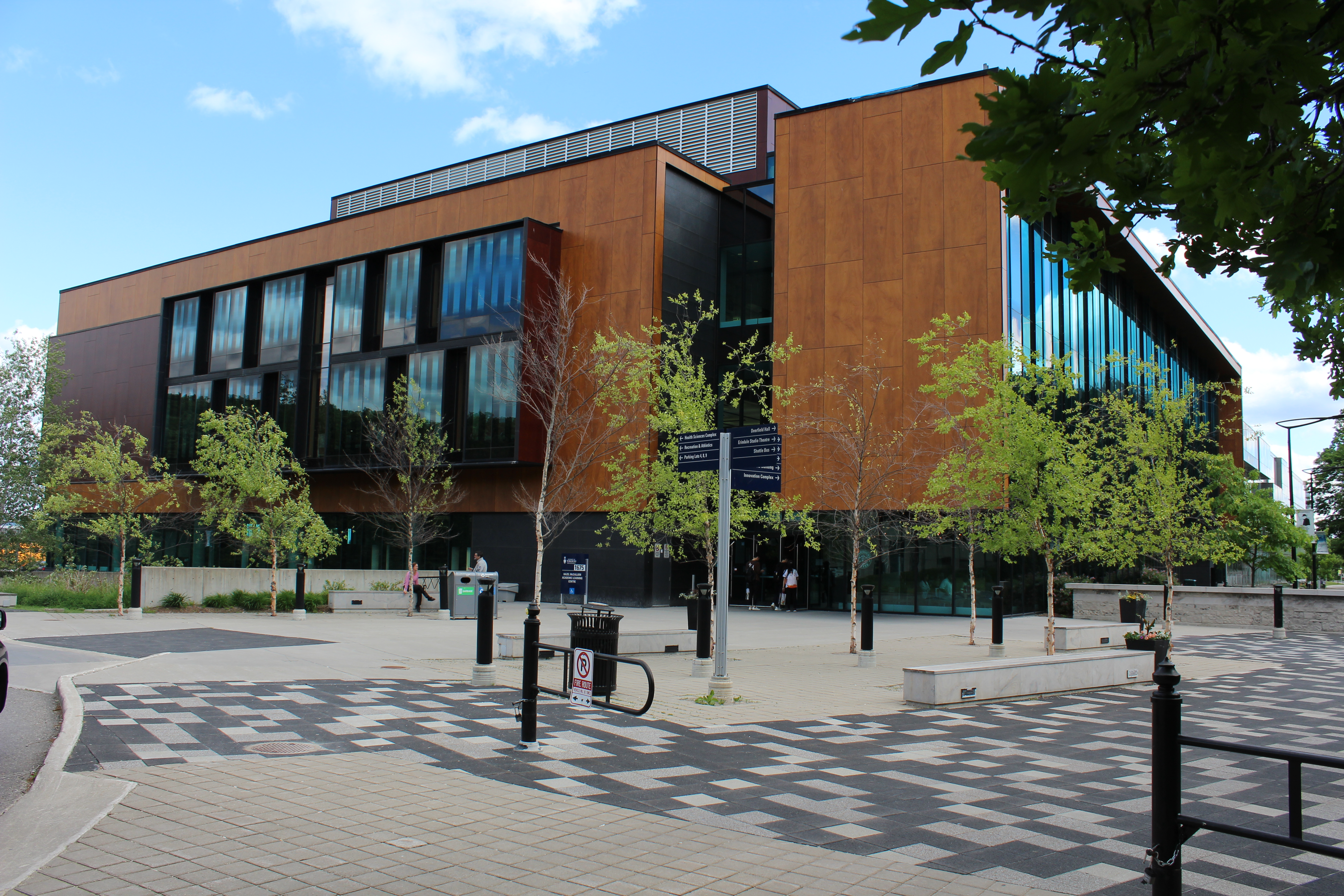
图为UTM图书馆，其他各类建筑相较于另外两个校区更加具有现代风格。

### 密西沙加校区

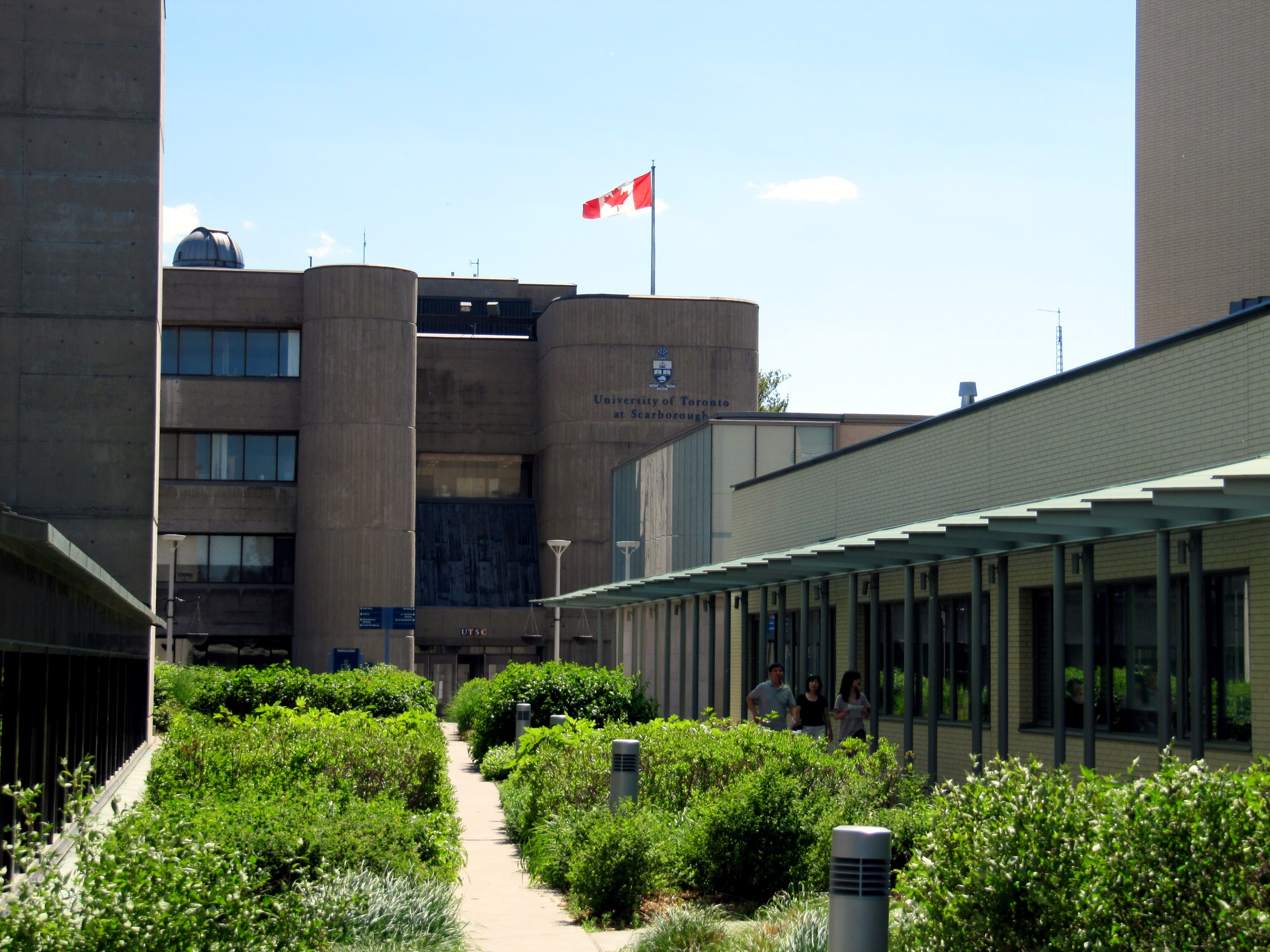
图正中为UTSC科学楼，右侧为艺术及行政楼

密西沙加校区（英语：University of Toronto Mississauga，UTM），是多伦多大学的卫星校园之一，坐落在多伦多市以西的密西沙加市。密西沙加校区距离多伦多市中心约33公里，占地仅次于主校区。
于1965年成立的密西沙加校区最初成立時為文理學院下屬學院之一，命名为艾琳代尔学院（Erindale College），后于1998年被设立为多伦多大学的一个分校区。如今这个校区的本科学系包括人类学系、生物学系、化学及物理科学系、经济学系、英文及戏剧系、语言系、地理系、历史系、通信文化及资讯科技系、管理系、数学及计算科学系、哲学系、政治学系、心理学系、社会科学系及视觉学系。这为学生提供了约150种学位，有约15000名学生在内学习。
密西沙加校区的最早的建筑名为“北楼”，于1966年开始动工。它最初计划是成为一栋临时建筑，暂时成为艾琳代尔学院的行政楼。合并入多伦多大学后进行了修缮，成为人文学科的主楼。进入21世纪以后，针对越来越多的入学人数，为了满足教学需求，密西沙加校区开始扩建及对旧有建筑修缮，如北楼新的六层楼分支于2018年竣工开放。

### 士嘉堡校区
士嘉堡校区（英語：University of Toronto Scarborough，UTSC），是多伦多大学的卫星校区之一，被认为是一座中等大小的校区，也是多伦多大学三个校区中面积最小的。士嘉堡校区坐落于安大略省多伦多的士嘉堡区，处于近郊的环境内，校区周围多公园及居民社区。
士嘉堡校区拥有十三个不同的学系，分别是生物学系、电脑及数学科学系、英文系、人文学系、管理学系、经济管理学系、法文与语言中心、哲学系、物理与环境科学系、心理学系以及社会科学系。这一分校区提供168种学位及相关的coop教育，目前在这里学习的学生约有14000名。此外，士嘉堡校区亦联同百年理工学院提供新闻系、新兴媒体、急救和工业微生物学双联学位。
2018年，士嘉堡校区开设了管理与金融(BBA)和统计学-量化金融方向(HBSc)双学位项目，这是一个全球每年仅招收20名新生的高难度项目，也是多伦多大学三个校区中唯二两个双学位项目的其中之一，同时是大多伦多地区任何大学中首个此类学位，毕业后会同时得到工商管理学士学位和荣誉理学学士学位。录取难度与工程专业相当，且略高于计算机科学，含带薪实习(Co-operation)项目的录取难度会更高，甚至高于工程专业。不同于其他双主修(double major)或难度更高的专修(specialist)项目，这是一个独特的双专修项目(double specialist)，被称作"double degree"，会有更高的难度，并且通常需要五年才能毕业。
这一校区最初的建筑是安德鲁楼，设计以粗野主义的风格并于1964年落成，以设计者命名。自1970年代开始，校区内的建筑主要采纳现代主义风格，其中包括了图书馆、文理专业的教学楼以及娱乐性设施等各类建筑。然而用于研究生教育的科研中心和新的讲堂的建筑工程直到2008年才全部完成，这其中包括了2005年建成的行政大楼。

## 行政结构
多伦多大学一直是一所分权制的机构，行政权力由其中央监管部门、学术院系以及下属学院共同分担。大学的立法组织为一院制的校務委员会（Governing Council），监管大学整体的学术、经济及内部事务。而在1971年以前，大学的行政事务由校董會（board of governors）及教務委員會（senate）所组成的两院制系统管辖。多伦多大学的校監通常会由一位前加拿大总督、安大略省省长或外交官来担任，作為大學名义上的长官；校长则由校務委員會任命，為大學的行政總監。
与北美大多数的高等教育机构不同的是，多伦多大学是一所联邦制大学，基本结构效仿自英国的剑桥大学和牛津大学。每个学院在录取、奖学金、教育项目和其他相关的学术或经济事务上有一定的自治权，这也包括了传统住宿型学院所拥有的住房及相关事物方面的权力。每个学院都有自己的历史、特色和资源，除了提供住宿设施之外，亦负责部分的教学事务。这一系统在十九世纪逐渐完善，教会的神学院为保持活力，用了多种方式与多伦多大学联盟，而它们想要在世俗的机构中保留宗教传统的要求塑造了多伦多大学现今的这一学院联邦制度。虽然权力收归多伦多大学，但不少学院独有的文化得以保留，例如除了多伦多大学学生会外，学院亦各设有独立的学生会。另外就算是同一个学系或同一种课外活动，学院都可能各自设立有关的学会。在报考多伦多大学时，每一个学生需要选择他想进入的学院，其中三一学院、因尼斯学院和维多利亚学院要求学生把学院放在首选才能进入这一学院。

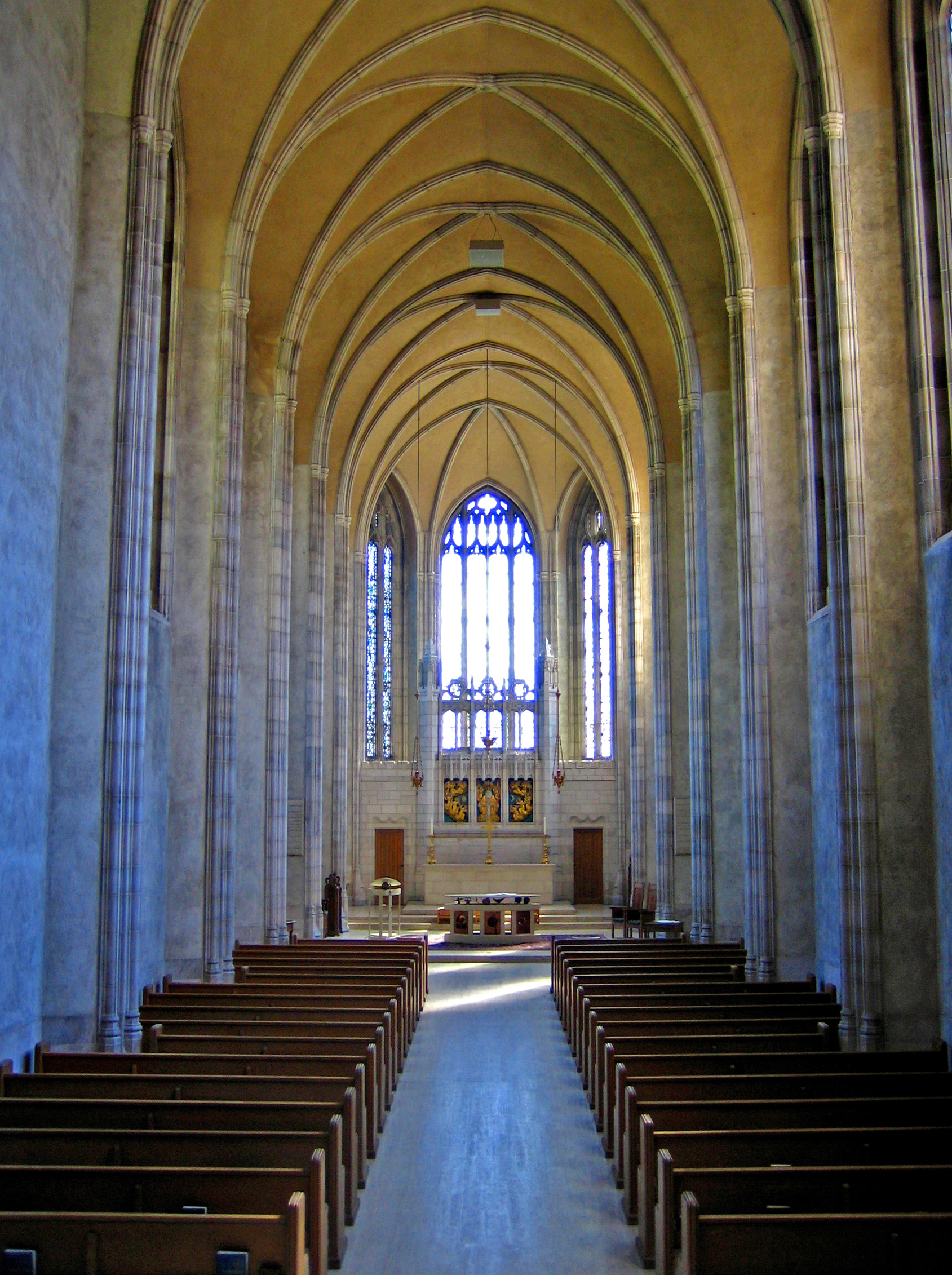
图为三一学院的礼拜堂内部，它反映了多伦多大学的圣公会文化脉络。

大学学院是第一座跨宗教的学院，它于1853年大学被世俗化后建立。诺克斯学院，一所长老派的学院以及威克利夫神学院，一所低教会派的学院，最初都鼓励它们的学生在大学学院获取非神学学位。1885年，两所学院正式加入多伦多大学并在1890年成为联邦学院。同年，这种联邦制度受到了位于科堡的循道宗派的维多利亚学院的强烈反对，但是在多伦多大学在经济上所可以提供的帮助说服了它的加入。在多伦多大学首任校长约翰·斯特拉坎去世数十年后，同属圣公会的神学院三一学院也于1904年加入联邦。紧接着，由天主教圣巴西略礼拜会所创建的圣米迦勒学院于1910年加入。在加入联邦的学院中，有两所学院最后从多伦多大学独立而出。其中一所是多伦多浸礼会学院，于1930年迁移校址至哈密尔顿，改名为麦克马斯特大学。另一所则是位于金斯顿的长老会派的皇后学院，后改名皇后大学。

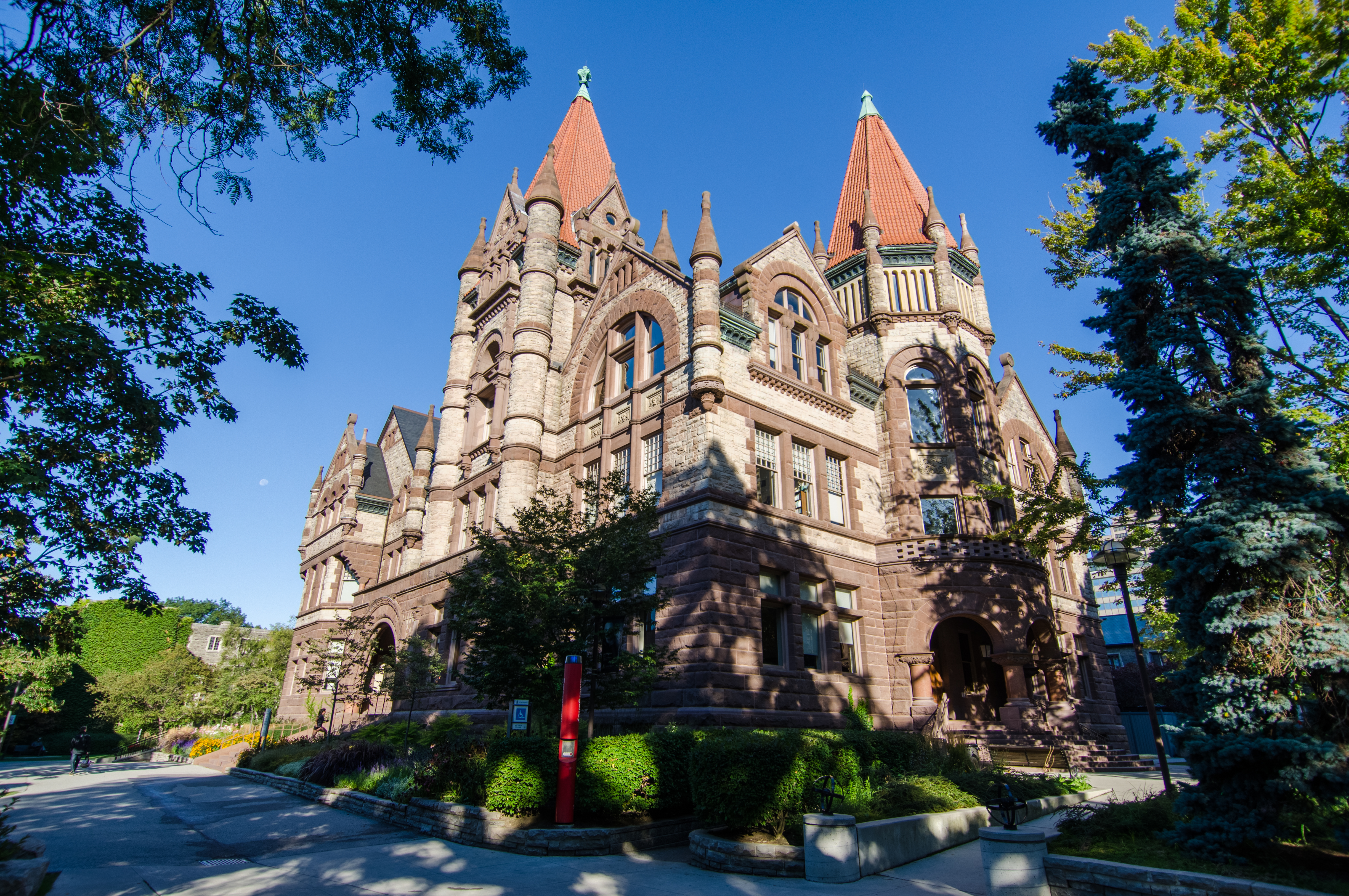
图为维多利亚学院主楼Old Vic

第二次世界大战结束后，多伦多大学分别于1962、1964和1974年创建了新学院、因尼斯学院以及伍兹沃学院，他们都是非宗教学院。这三个学院与大学学院组成了多伦多大学的附属学院，由大学直接进行管理并拨付预算。1963年，梅西基金会组建了梅西学院，专门录取研究生。而雷吉斯学院作为耶稣会神学院于1979年加入多伦多大学联邦。
与四个联邦直属的学院相对应的，是七个独立学院。诺克斯学院、梅西学院、雷吉斯学院、圣米迦勒学院、三一学院、维多利亚学院以及威克利夫学院这七座学院合法的以独立实体的身份运作着，每个学院都有各自的财政捐款立项。尽管圣米迦勒学院、三一学院和维多利亚学院仍认可它们原有的宗教文化，在教学和录取等非神学事务上，它们采取了世俗化的政策。有的学院本身就在实行联邦制度，如维多利亚学院中的伊曼纽尔学院和三一学院中的圣希尔达学院。圣米迦勒学院本拥有圣约瑟夫学院，但于2006年合并。曾为联邦学院的尤尔特学院至1991年被合并入诺克斯学院。现今诺克斯学院、雷吉斯学院、威克利夫学院以及伊曼纽尔、圣米迦勒、三一的神学系可以授予神学的研究生学位，这其中也包括了和多伦多神学院联合设立的神学学位。

## 学术体系

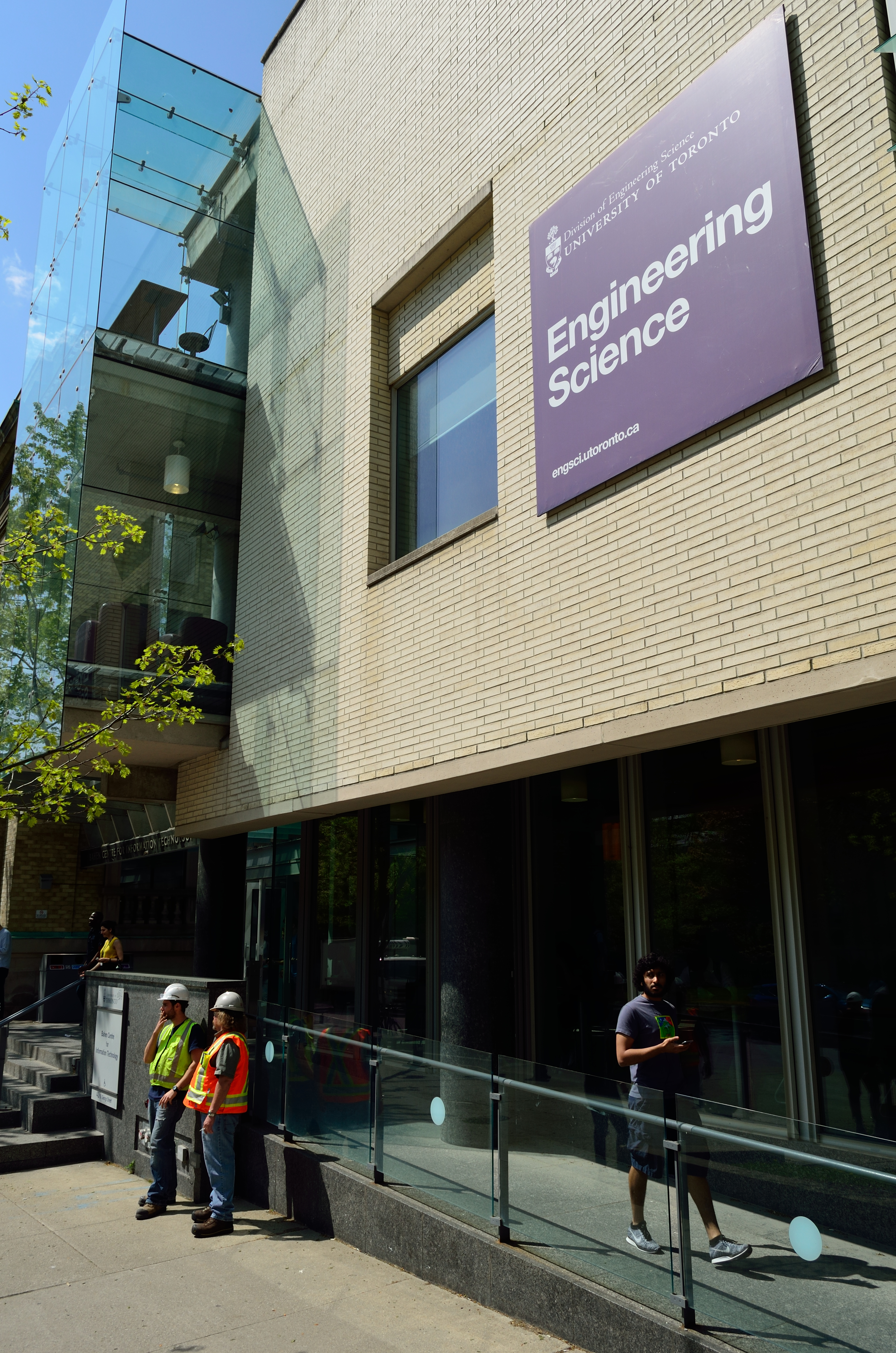
图为工程系的主要教学楼BA信息技术中心

### 院系构架
文理学院是多伦多大学最主要的本科学术学院，管理着大部分学院系统中的课程。尽管那些学院本身不完全负责教学任务，它们会有独特的学术项目和系列讲座。如三一学院的国际关系课程、大学学院开展的加拿大研究、维多利亚学院的文艺复兴课程、因尼斯学院的摄影研究和城市研究、新学院的性别研究、伍兹沃学院的工业关系课程和圣米迦勒学院的中世纪课程。罗特曼管理学院则与文理学院合作，开设本科的商科课程。另一个主要的本科学术学院为应用科学与工程学院。
同时多伦多大学是在传播理论和文学批评上具有影响力的多伦多学派的诞生地。这一学派宗旨被描述为“关于交流在人类文化和思想的构造上的优先性的理论”，是基于哈洛德·英尼斯和埃里克·哈弗洛克的研究所产生的，随后被赫伯特·马歇尔·麦克卢汉等人完善。自1963年开始，信息学院的麦克卢汉文化与科技项目被用于教授、完善多伦多学派的理论研究。

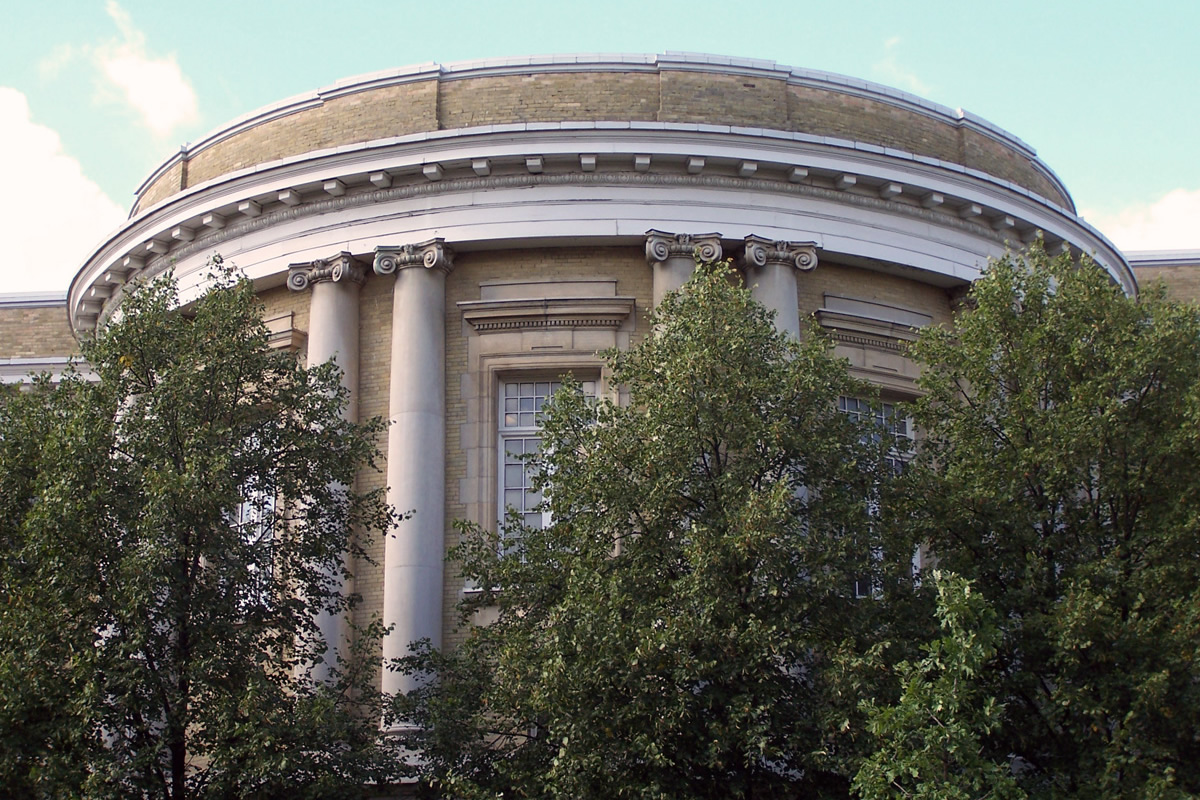
应用科学与工程学院的办公室都位于图中的Sandford Fleming楼内

多伦多大学也是多种重大艺术与人文领域项目的学术基地，这其中包括1959年开始记录的《加拿大传记索引》和1969年出版的《伊拉斯谟文集》。还有如清教时期前英国的戏剧艺术相关文献被收录在《早期英国戏剧档案》中，《旧英语索引》中则汇编了于盎格鲁-撒克逊时期使用的早期英语语法。
蒙克国际研究中心包含了多伦多大学诸多在国际关系和对外政策领域的项目和课程。它的斯拉夫研究随着冷战的爆发而发展为一个重要的研究苏联政治和经济的机构，接收过来自洛克菲勒、福特和安德鲁·梅隆基金会的资助。蒙克中心同时也是G20研究小组的总部，这个小组对G20进行独立监控分析；它也是公民实验室的所在地，这一实验室的目标是对网络监控进行研究。多伦多大学在全球范围内都有其办公室，如柏林、香港和锡耶纳。
达拉·拉纳公共健康学院前身是多伦多大学卫生学院，由洛克菲勒基金会自1927年开始运作。在2003年的非典危机后学院复兴，成为现今加拿大规模最大的公共卫生学院，拥有超过750名教职工、800名学生以及遍布全球的合作训练机构。每年超过3900万加元的经费被投入到学院的相关研究，其中包括全球健康的进展、烟草对人体健康的影响、空气污染等社会健康的热点问题。
多伦多大学的医学院则和十个医院组成了其教育体系，可以为加拿大国内外的病患和客户提供治疗、研究和顾问服务。这一体系的一个核心网络名为大學醫療網絡，組成機構有多伦多全科医院、玛嘉烈公主癌症中心、多倫多復康科醫院以及多倫多西區醫院，他们构成了加拿大最大的医学及生命科学科研集群。
| - 文理学院 - 应用科学与工程学院 - 建筑学院 - 音乐学院 - 林业学院 - 資訊学院 | - 医学院 - 护理学院 - 药学院 - 牙医学院 - 体育学院 - 公共健康学院 | - 法学院 - 罗特曼管理学院 - 公共政策与管理学院 - 安大略教育学研究所 - 社会工作学院 - 多伦多神学院 |

### 教学与其他机构
罗特曼学院基于它的课程发展出了一种综合思维的方法论及其训练；在医学机构的外科医生则会同时在大学以及学院内被钦定相关的顾问职位。于1887年建立的法学院在它的正式教学中重视博雅教育以及法理学，这在当时被认为是不寻常的教学方式。在第二次世界大战爆发前，法学院的这一举措帮助加拿大的法律教育系统慢慢胜过传统的法学学徒体系。大学内也有专门的师范学院安大略教育学研究所与另外两个实验学院，分别是儿童教育研究所和多伦多大学附属中学，其中多伦多大学附属中学是由大学管理的一所私立高中。大学内还有一些独立的研究机构，如加拿大理论天体物理学研究所、加拿大宗座中世纪研究所以及菲尔兹数理科学研究所。
由于多伦多大学是一所科研型大学，每个学科都有不同的教学及科研方式方法，这直接导致了教学促进办公室(OTA)于2002年1月成立。教学促进办公室的主要工作就是帮助科研型教授提高教学能力，并试图提高大学综合能力及文化。促进办公室对教授从学术、教学两个方面进行的考评举措通过将教学成果与相应教职工资联系起来得到有效的执行。办公室的唯一一任总监Kenneth指出这一机构的设立为大学带来了戏剧化的改变：“校长和教学副校长、院长和系主任都积极地表彰优秀教学成果，将此视为学院健康活力和荣誉的象征”。2009年，教学促进办公室被合并入新的教学支持与创新中心(CTSI)，持续为大学在本科、研究生级别的教学提供帮助并完善相关机制。

### 图书馆及文献资源

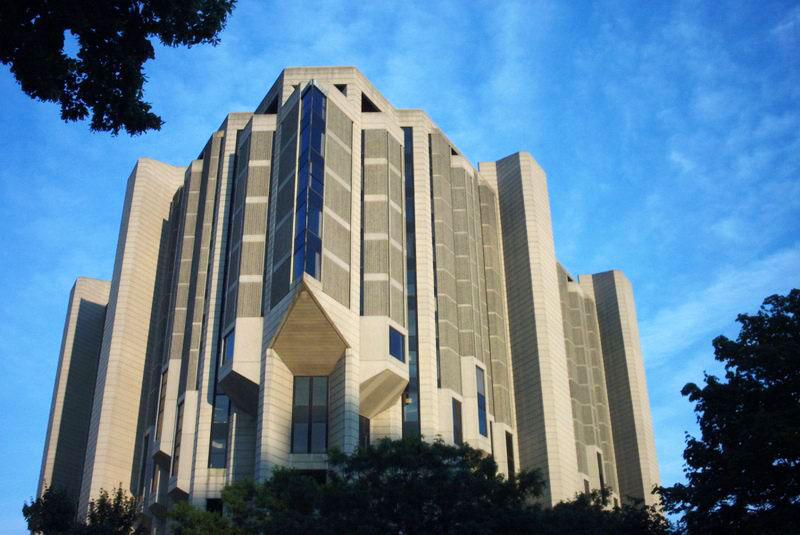
图为罗伯兹图书馆，它收藏有多伦多大学在人文社科领域的绝大部分文献

多伦多大学图书馆系统是北美第三大学术图书馆系统，仅次于哈佛大学和耶鲁大学，这一排名是由其内收藏的文献卷数而计算的。截至2019年，图书馆系统内存有超过一千两百万册成书、五百六十万卷微缩胶片以及超过一百万份地图、电影、照片和录音档案。这其中最大的图书馆是罗伯兹图书馆，它拥有约五百万卷人文社科相关的文献资料。托马斯·费舍善本图书馆则是世界上最大的向公众开放的善本图书馆之一，它的收藏包括埃及莎草纸、摇篮本和唱本等不同时期的文献；文献所涉及的范围则包括西方文学、加拿大文学、亚里士多德、达尔文、西班牙内战、科学史、医学史、印刷史等项。在郑裕彤东亚图书馆中有超过四万卷宋代至清代的中文文献，原持有者为慕学勋。除去各个学院所有的一百九十万卷文献外，大部分剩余的文献分散在不同的院系图书馆内。
位于大学学院内的多伦多大学艺术中心拥有三大艺术收藏，其中Malcove收藏内含有大量来自早期基督教及拜占庭帝国的雕塑、青铜器、家具、画像和礼器。它同时拥有来自希腊罗马时期的玻璃制品和老卢卡斯·克拉纳赫1538年的画作《亚当与夏娃》。除此之外，收藏中也含有加拿大近代艺术作品，大学学院艺术收藏中有很大数量的七人画派及十九世纪风景画家的作品。

### 学校声誉
多伦多大学被普遍认为是加拿大的顶尖学府之一，是加拿大U15大学联盟的一员。多伦多大学于2020年軟科的世界大學學術排名（ARWU）中位列世界第23名、加拿大第1名。在QS世界排名2026榜单中则位列世界第29名、加拿大第2名。在THE2020年榜单中多伦多大学位列世界第18名、加拿大第1名。在它同年发布的声誉榜单中，多伦多大学位列世界第19名。U.S. News的排名中多伦多大学则位于世界第18名、加拿大第1名。加拿大本土的杂志Maclean's推出的2021年榜单中将多伦多大学列为加拿大医博类大学第2名。
而在学术研究方面，Springer旗下Nature的自然指数将多伦多大学在2019年榜单中排为所有研究机构中的第26名以及所有大学中的第20名，SCImago则将其排在所有研究机构中的第20名。专门针对大学科研进行排名的NTU将多伦多大学列为世界第4名、加拿大第1名。
除综合的大学排名及相关学术研究的排名外，多伦多大学也出现在对毕业生就业指标进行评选的榜单中。在THE于2019年发布的全球就业可能性榜单中，多伦多大学排名全球第15、加拿大第1.QS的2020年相关就业榜单则将其排在世界第16名、加拿大第1名。纽约时报曾于2013年进行过一次就业调查，多伦多大学经统计后被排在世界第14名。在2018年由UBI集团所发布的一项榜单中，多伦多大学企业项目被评选为全球由大学管理的企业孵化器中的第4名。

## 科研成果

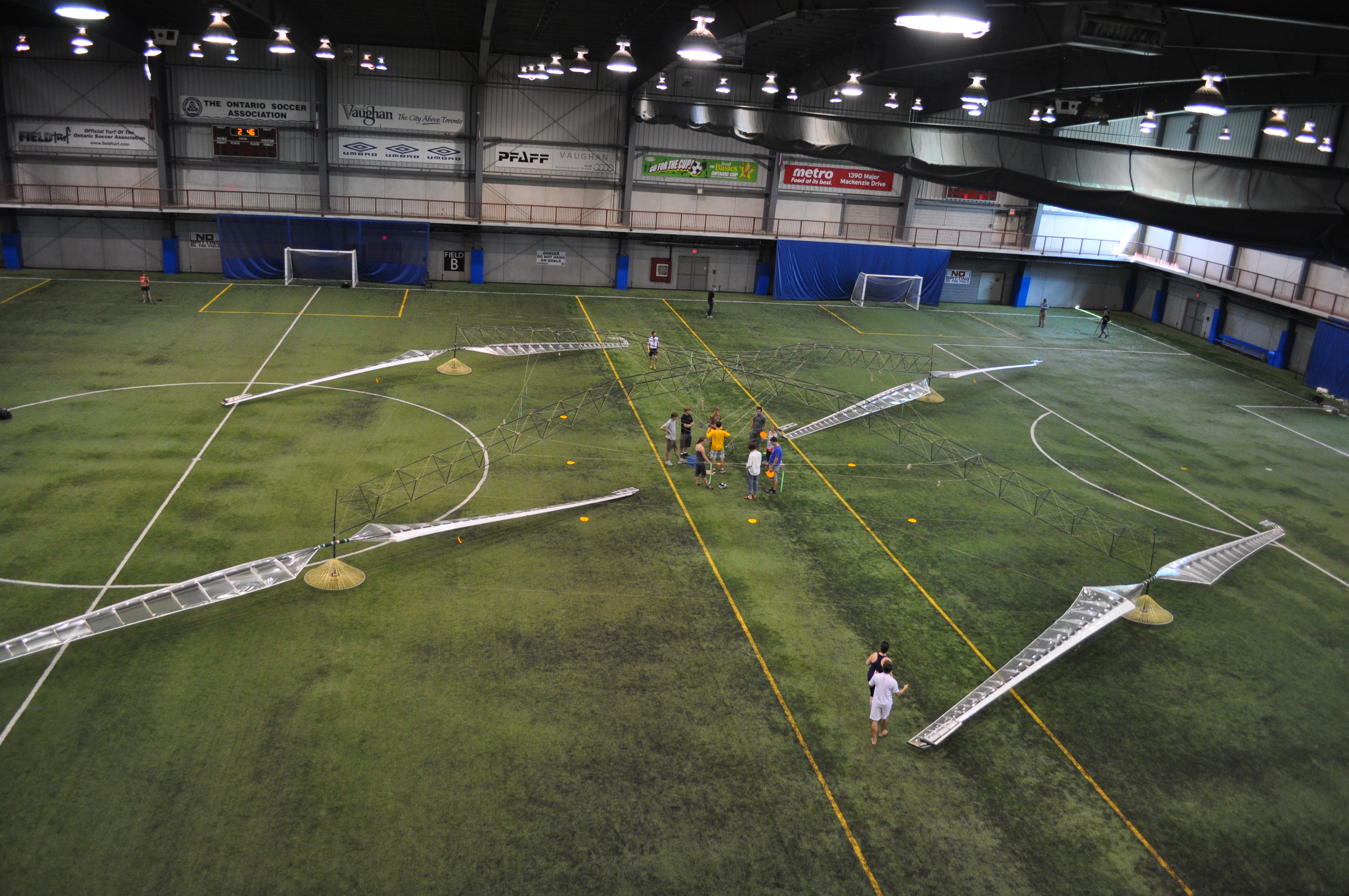
图为赢得伊戈尔·西科尔斯基人力直升机比赛的AeroVelo Atlas

自1926年起，多伦多大学就是北美顶尖研究型大学所组成的美国大学协会的成员，有加拿大国内大学中最多的科研经费，仅2010年一年就直接开支近9亿加元。2018年，Research Infosource评选多伦多大学为加拿大最佳研究型大学，统计它于2017年收入来自校外的11.5亿加元的科研资金。同时，大学内每个学院经统计拥有年均四十万加元的科研经费，研究生则人均可得到六万加元的经费。这其中加拿大联邦政府的赞助占比最大，来自CIHR、NSERC、SSHRC三个政府机构的资助占据了多伦多大学校外科研经费资助的三分之一。约百分之八的经费则是由各类企业提供，它们中绝大部分是属于医疗保健行业的。
1938年，多伦多大学物理学系建造出了第一个可实用的电子显微镜，后在二战期间为盟军战斗机驾驶员研制了救生衣G-suit，这在后来也被改进用于保护宇航员。同时，在红外荧光上的发展促进了对化学反应中能量变化的分析。1963年，David Dunlap天文台发现了一颗小行星，并用了大学的名字命名其为2104多伦多，也是加拿大的天文台所发现的第一颗小行星。至1972年，大学的天文学家在针对天鹅座X-1的研究中第一次利用可观测证据验证了黑洞的存在。而后他们还于1997年发现了天王星的两颗卫星-天卫十六和天卫十七，以及仙女座星系群中的矮星系仙女座I、仙女座II、仙女座III和超新星SN 1987A。多伦多大学也是计算机技术的先驱，它设计、建造的UTEC是世界上最早的可运行的计算机之一。它在1982年研发出的多点触控技术可在大量大型及手持设备上应用，增强人机互动的流畅性。而人力直升机AeroVelo Atlas于2013年赢下了伊戈爾·西科爾斯基人力直升機比賽，它由多伦多大学一组本科及研究生共同设计组建。

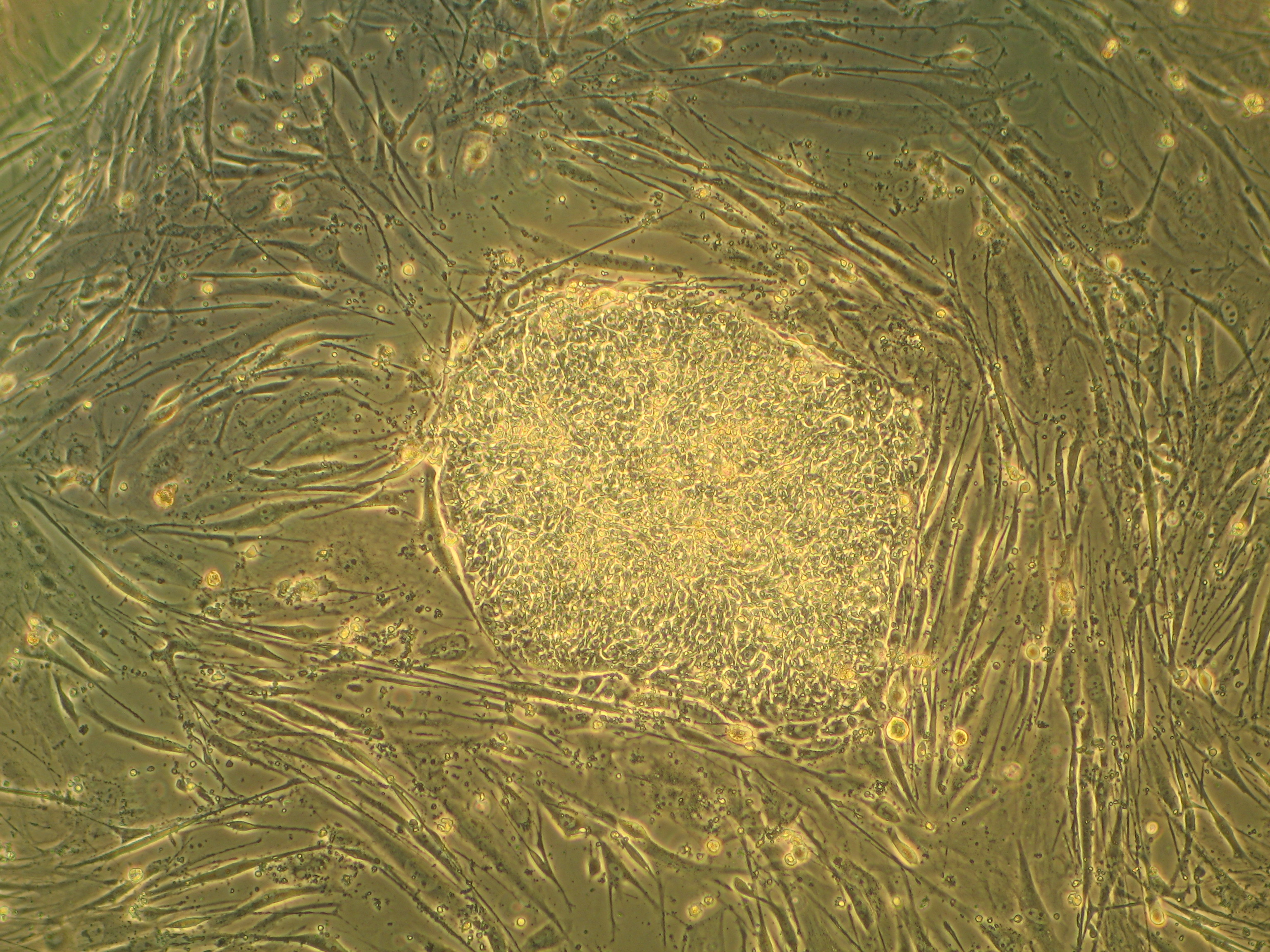
Ernest McCulloch和James Till对干细胞的发现是所有现代干细胞研究的基础。

1921年，胰岛素在多伦多大学被发现，它被认为是医学史上最重要的事件之一。而干细胞于1963年被发现，为干细胞移植技术打下了基础，也成为所有后续的成体干细胞与胚胎干细胞研究的基石。自此以后，多伦多大学在干细胞领域又有多次进展，其中包括对胰腺、视网膜干细胞的识别。1997年，多伦多大学的研究者第一次识别出肿瘤干细胞，并在后来发现了在白血病、脑肿瘤、肠癌干细胞之间的关联性。同时多伦多大学在医学的其他领域也有建树，如发明了升糖指数、婴儿麦片Pablum、在开心手术中运用保护性人工降温以及第一个人工心率调节器。1981年，多伦多大学实施了第一台成功的单肺移植手术，后于1989完成了双肺移植手术，而在1988年则成功实施第一台神经移植手术。除此之外，多伦多大学的学者辨别出了控制细胞分裂的成熟促进因子(MPF)，并发现了用于激活免疫系统的T细胞受体。同时，多伦多大学也因发现了造成范氏贫血症、囊肿性纤维化、早发性阿兹海默症的基因序列而受到赞誉。在1914-1972年间，多伦多大学曾运营过康诺特医学研究实验室，当时研究方向为凝胶电泳技术。

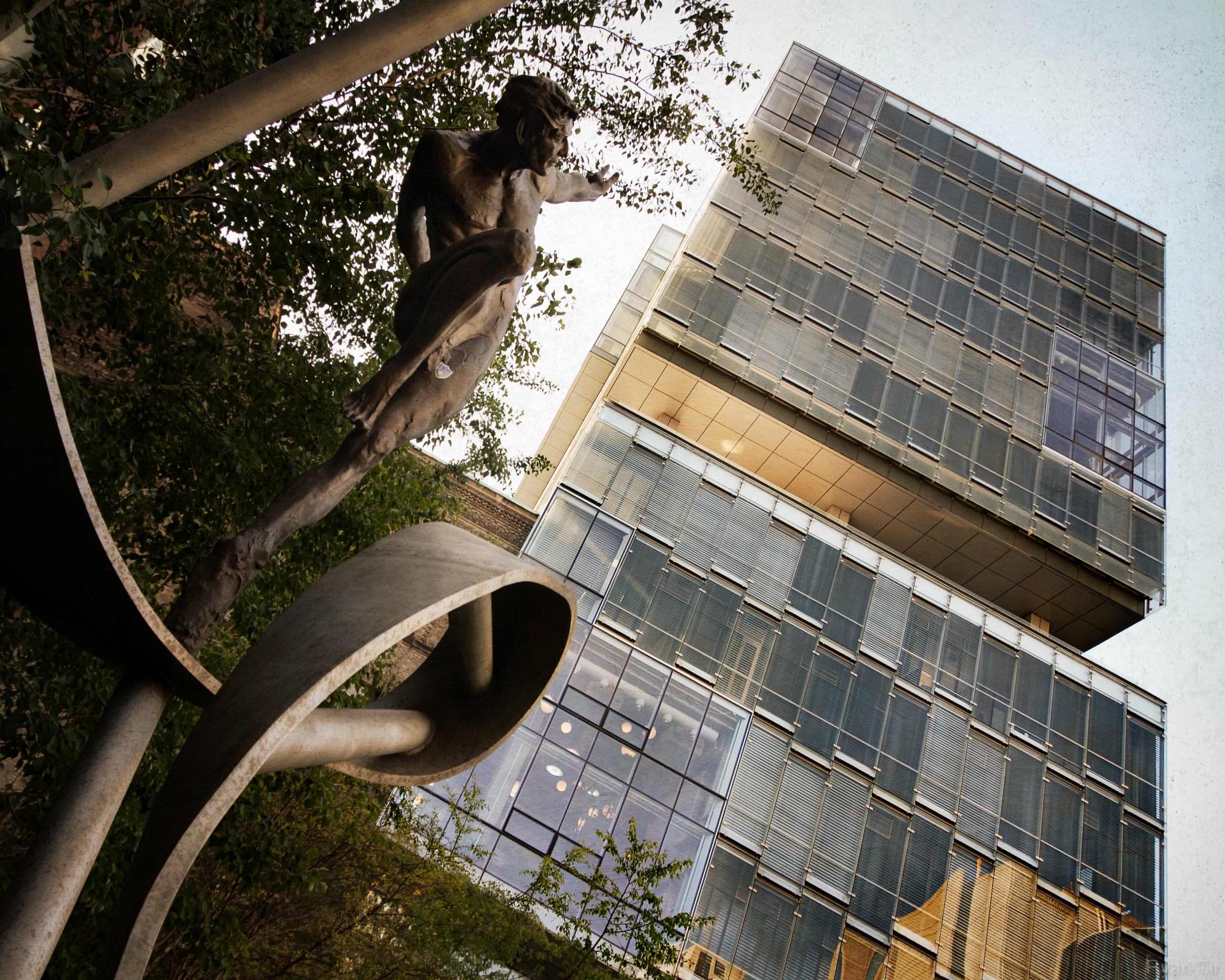
图为Donnelly中心，它位于世界上最大的生物技术研究机构群之一的多伦多市核心医疗、科研区域中。

多伦多大学是世界上最密集的生物技术公司的主要科研支柱，超过5000名首席研究员在离多伦多大学2公里的科研机构集群内进行科研工作，他们每年都在医疗研究上花费约10亿加元。隶属于多伦多大学的MaRS高科技园区则加强了不同科研机构之间的交流，它为商业公司和大学的研究所提供了交换技术的会场。至2008年，大学通过MaRS已经公布159项发明并协助114个创业公司的启动。而多伦多大学于2004年开始与多家医院及政府机构组成了SciNet，共同运营、资助的加拿大国内计算能力最强的超级计算机。
多伦多大学还有部分研究机构同时进行科学研究并提供研究生项目，如旗下的航空航天工程研究院（UTIAS），是加拿大航空航天领域的重要研究机构之一。该院主要致力于航空航天工程的学术研究以及部分航天器，卫星及相关电子设备的设计制造，并在亚音速飞行器设计，飞行模拟器，太空机器人，微卫星技术，流体动力学演算及核聚变动力研究等领域拥有良好声誉。其研究经费主要来源于加拿大宇航局（CSA），加拿大国家研究委员会（NRC）及加拿大国防部。主要的国际合作机构包括：欧空局（ESA），美国航空航天局（NASA），德国马普学会（Max Planck Institute）等离子研究所及英国原子能监管局等。该院在1970年美国阿波罗13号登月事故中，应美国宇航局请求在振动波及空气动力学等领域提供的一系列专业建议及相关计算，使得阿波罗13号机组成员能够成功返回地球。

## 校园生活

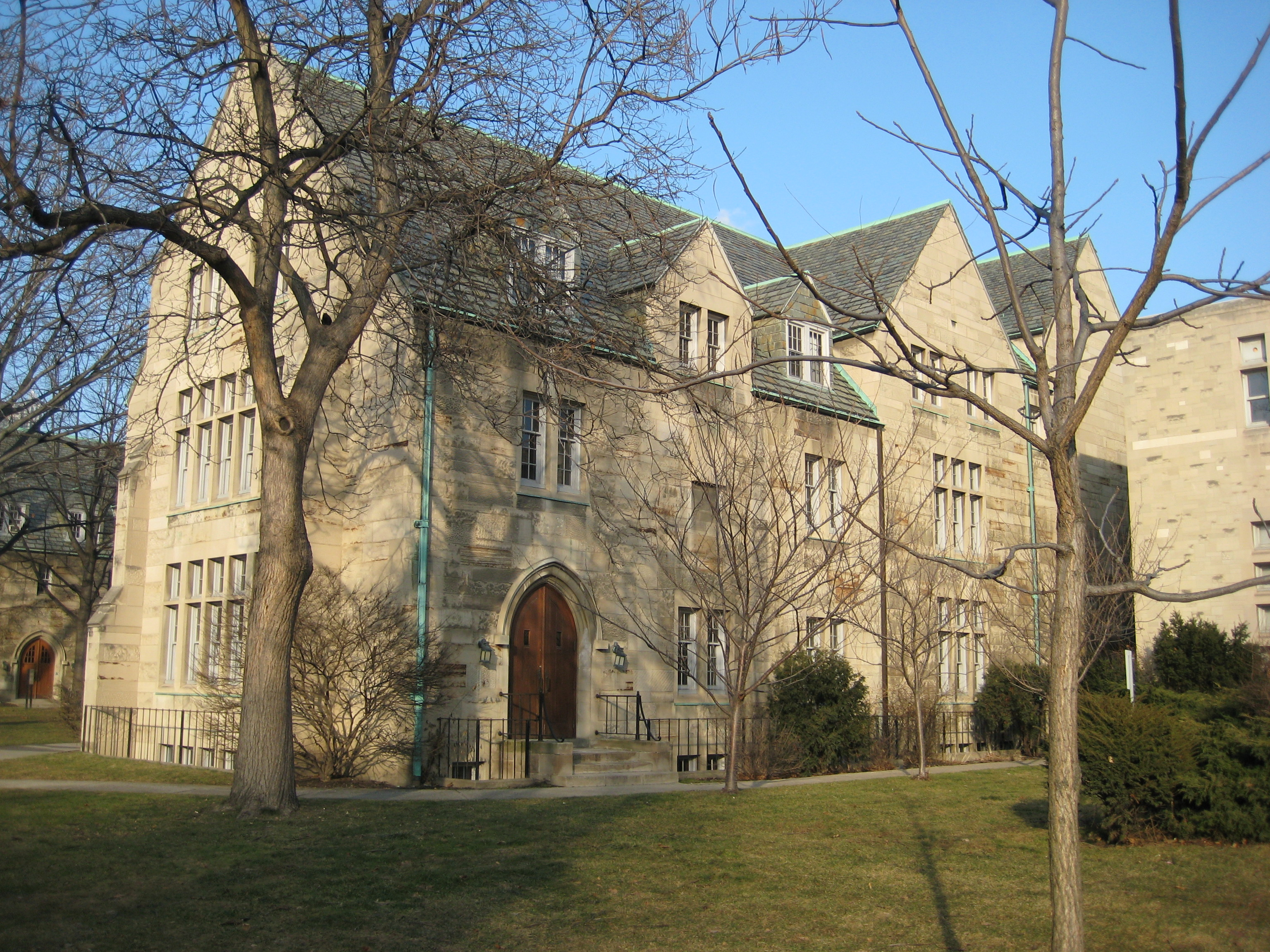
图为Teefy House，是圣米迦勒学院的一座宿舍楼，专属于女性大一新生。

多伦多大学内的每个学院都拥有并运营各自的宿舍和食堂，他们成群分布在校区的不同位置。因尼斯、圣米迦勒、三一、大学、维多利亚、伍兹沃以及新学院都为他们大部分在文理学院的本科生预留床位，也有一部分名额给予在研究生院内的学生。而其他学院如诺克斯、威克利夫学院主要由神学研究院学生组成，梅西学院则是研究生院学生专属。同时，维多利亚学院的一栋宿舍楼-安涅丝莉楼，是加拿大第一幢大学女生宿舍，现为加拿大国家历史遗址。自2005年起，圣希尔达学院改为男女合校，自此大学的女院只有安涅丝莉楼和圣米迦勒学院的洛雷托学院。
多伦多大学圣乔治校区内的所有宿舍总计可以容纳6400名学生，大学只保证大一新生可以得到其位置，据统计大多数高年级学生及研究生在校外居住。邻近多伦多市中心的The Annex和Harbord Village则在传统上就是多伦多大学的学生的热门居住区域，形成了独特的学生社区。

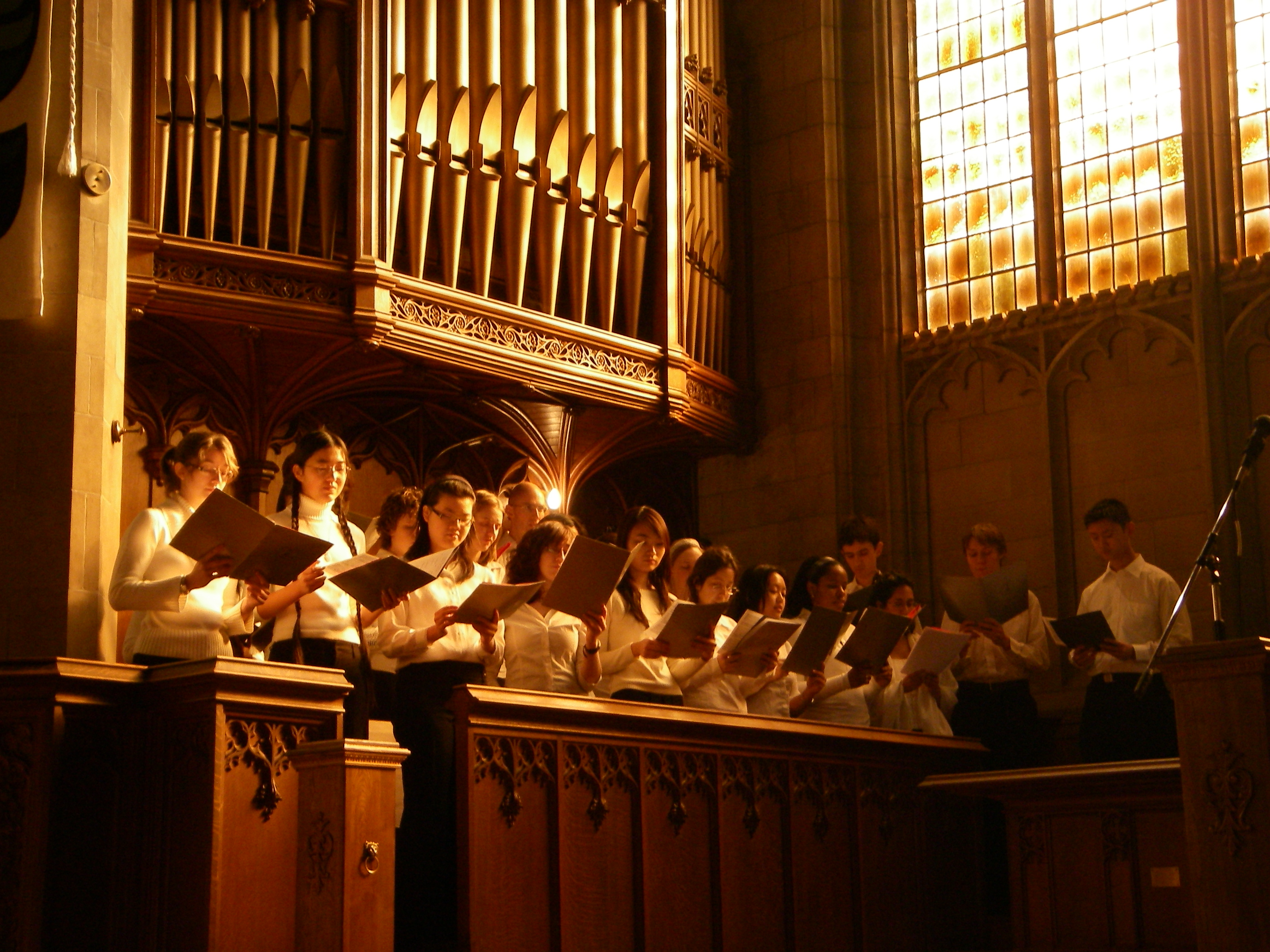
图为圣诞节音乐会时文理学院合唱团在诺克斯学院礼拜堂中演唱。

所有学生也可以参加不同的希腊社团，这包括各个兄弟会与姐妹会。Zeta Psi(ΖΨ)是多伦多大学的第一个兄弟会，它于1879年设立多伦多大学分部并活跃至今。大学内也有其他兄弟会的分部如Alpha Delta Phi(ΑΔΦ)、Alpha Epsilon Pi(ΑΕΠ)、Delta Kappa Epsilon(ΔΚΕ)、Sigma Chi(ΣΧ)、Delta Upsilon(ΔΥ)、Phi Delta Theta(ΦΔΘ)、Phi Kappa Sigma(ΦΚΣ)、Phi Gamma Delta(ΦΓΔ),、Psi Upsilon(ΨΥ)、Beta Theta Pi(ΒΘΠ)、Phi Kappa Pi(ΦΚΠ)、Kappa Sigma(ΚΣ), Lambda Phi Epsilon(ΛΦΕ)、Sigma Nu(ΣΝ)、Theta Delta Chi(ΘΔΧ)、Alpha Kappa Nu(ΑΚΝ)、Alpha Omicron Pi(ΑΟΠ)、Delta Delta Delta(ΔΔΔ)、Pi Beta Phi(ΠΒΦ)以及Lambda Chi Alpha(ΛΧΑ).希腊姐妹会则包括有Alpha Gamma Delta, Alpha Phi, Alpha Sigma Nu, Delta Phi Nu,Gamma Phi Beta, Kappa Alpha Society, Delta Psi Delta, Gamma Delta Nu, Kappa Phi Xi, Delta Pi, Chi Sigma Xi, Zeta Beta Omega, Kappa Kappa Gamma, and alpha Kappa Delta Phi.
A secret society known as Episkopon has operated from Trinity College since 1858.

## 公共交通
位于多伦多市中心的多伦多大学主校区有着便利的公共交通。两条主干地铁线直接服务于校园，圣乔治站（多伦多地铁1号线及多伦多地铁2号线的换乘站），博物馆站（ Museum Station），皇后公园站（Queen's Park Station）均可抵达。高频率发车的有轨电车510路（夜班车为310路），506路（夜班车为306路）也从校园经过。

## 体育文化
加拿大老四校是加拿大中部歷史比較悠久的四所學校所開展的足球聯賽的體育賽事組織，這四所學校分別是：麥基爾大學、皇后大學、多倫多大學和西安大略大學。 它們都是最早參與加拿大大學運動聯賽的足球比賽的四隊。雖然分數不會被累積至加拿大大學運動聯賽的成績，每年老四校都會在勞動節前的周末舉辦足球四角賽。

## 著名人士

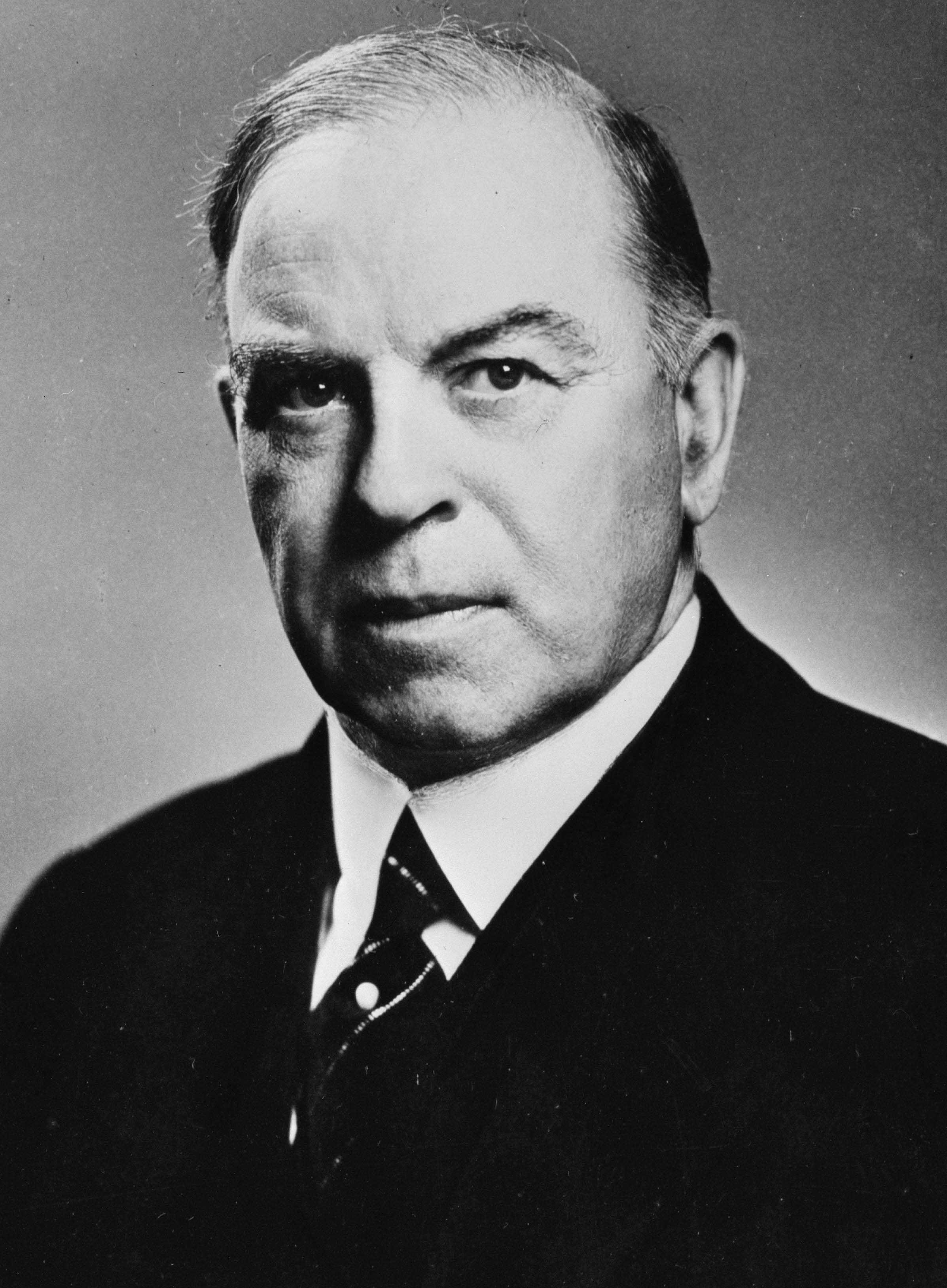
麦肯齐·金，前任加拿大自由黨黨魁和加拿大總理（1921年-1930年, 1935年-1948年），加拿大历史上在任时间最长的总理，共计21年。
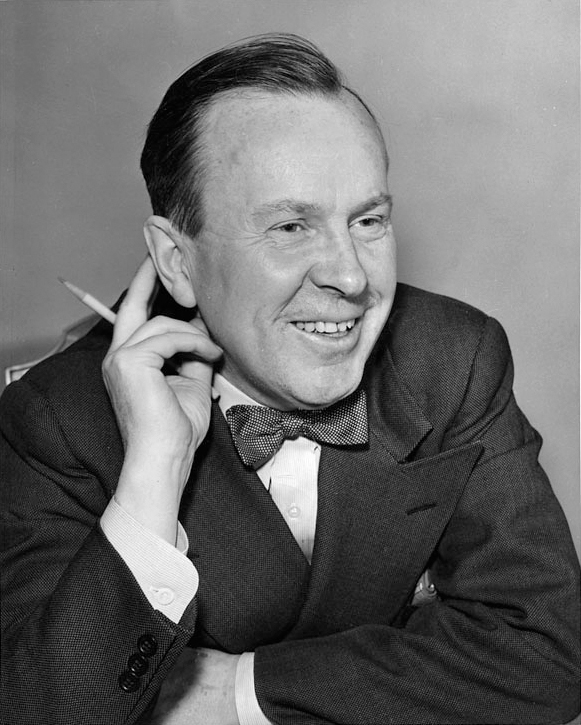
莱斯特·皮尔逊，前任加拿大自由黨黨魁和加拿大總理（1963年-1968年），曾获得1957年诺贝尔和平奖。
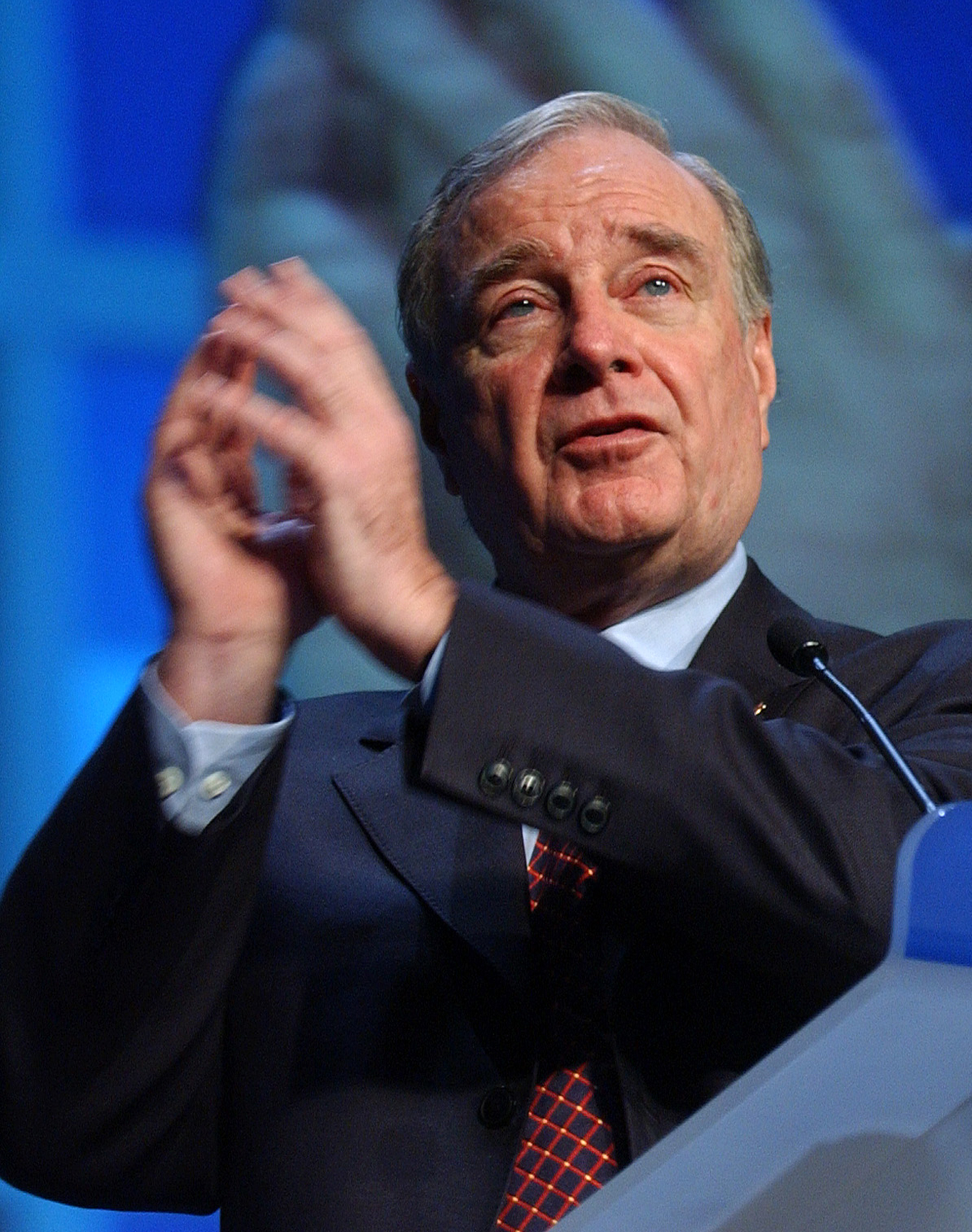
保羅·馬丁，前任加拿大自由黨黨魁和加拿大總理（2003年-2006年）。
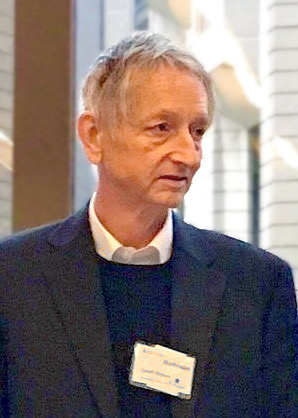
杰弗里·辛顿，计算机学家，深度学习之父，曾获得2018年图灵奖和2024年诺贝尔物理学奖。。
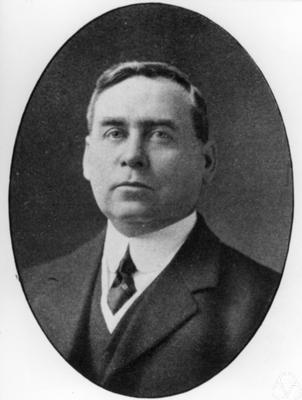
约翰·查尔斯·菲尔兹，数学家，菲尔兹奖创立者。
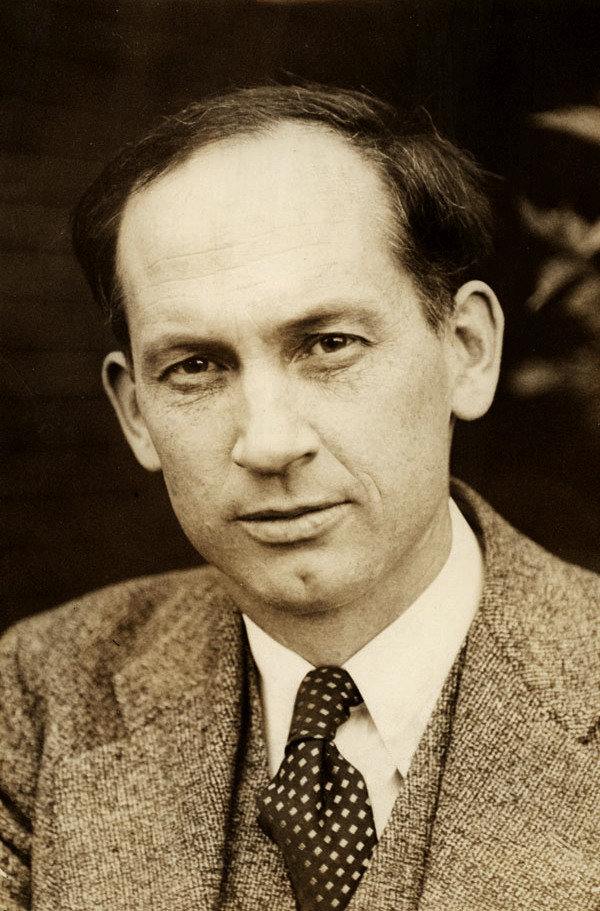
哈洛德·英尼斯，政治经济学家，曾提出Staples Thesis并协助开创了多伦多学派。
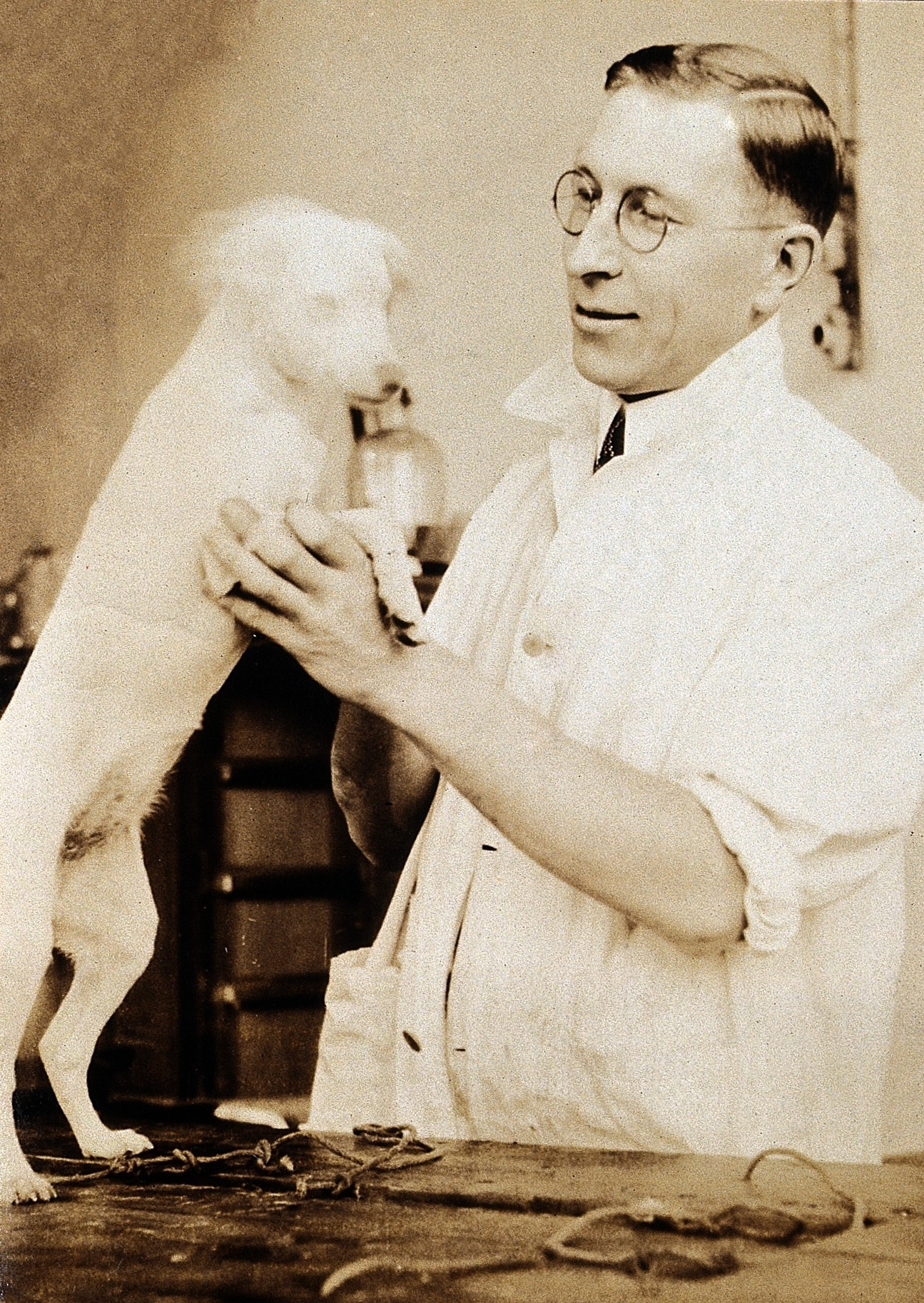
弗雷德里克·班廷，医学家，依靠发现胰岛素获得1923年诺贝尔生理学或医学奖。
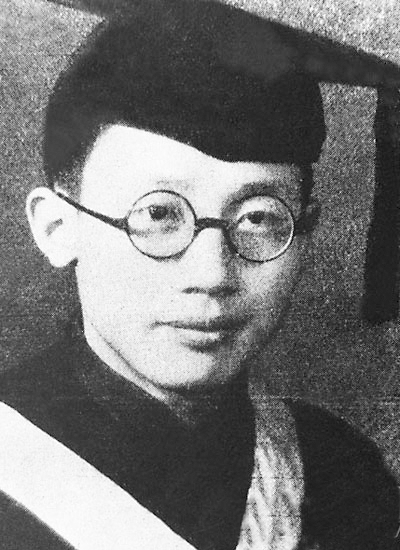
钱伟长，物理学家，中国力学及应用数学奠基人。
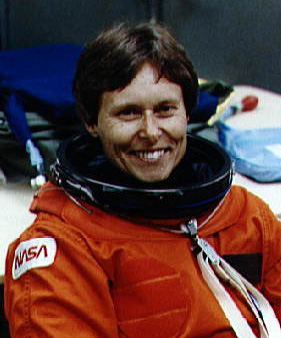
罗伯塔·邦达，第一位加拿大籍女性宇航员及第一位进入太空的神经学家